# Tropidomyrmex elianae
Tropidomyrmex elianae (лат.) — вид муравьёв, единственный в составе рода Tropidomyrmex из подсемейства мирмицины (Myrmicinae, Solenopsidini). Найдены в термитнике.

## Распространение
Неотропика (Бразилия).

## Описание
Мелкие земляные муравьи жёлтого (рабочие и эргатоидные самки) и коричневато-чёрного цвета (самцы), длина около 3 мм. Отличается двулопастным нижним отростком постпетиоля и редуцированной формулой щупиков. Усики самок 11-члениковые, с нечеткой 1-сегментной булавой. Жвалы треугольные, с 2—6 зубчиками; с одним изогнутым апикальным зубцом. Голова с затылочной выемкой. Клипеус широкий выпуклый. Нижнечелюстные щупики 1-члениковые, нижнегубные щупики состоят из 2 сегментов. Лобные кили редуцированы. Глаза мелкие. Ноги сравнительно короткие. Голени средних и задних ног без апикальных шпор. Заднегрудка без проподеальных шипиков. Стебелёк между грудкой и брюшком состоит из двух сегментов (петиоль и постпетиоль). Всё тело покрыто короткими щетинками. Жало развито. Обнаружены в колонии термитов Anoplotermes pacificus из подсемейства Apicotermitinae.

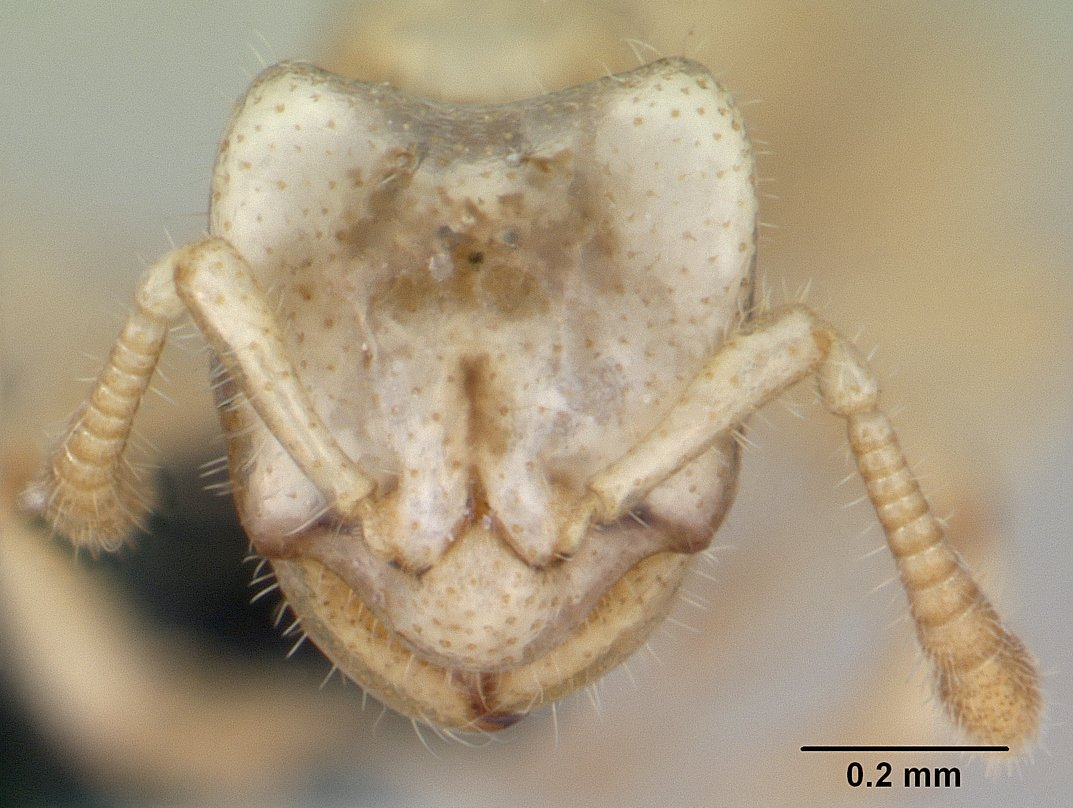
Голова эргатоидной самки
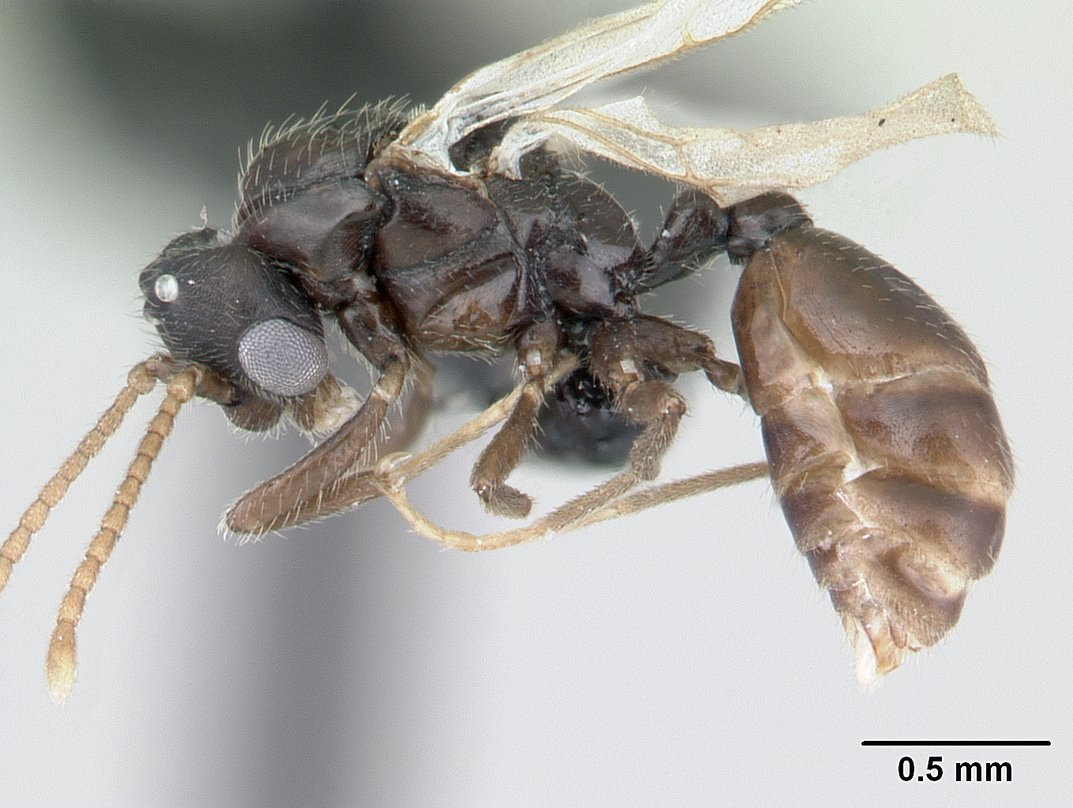
Самец сбоку
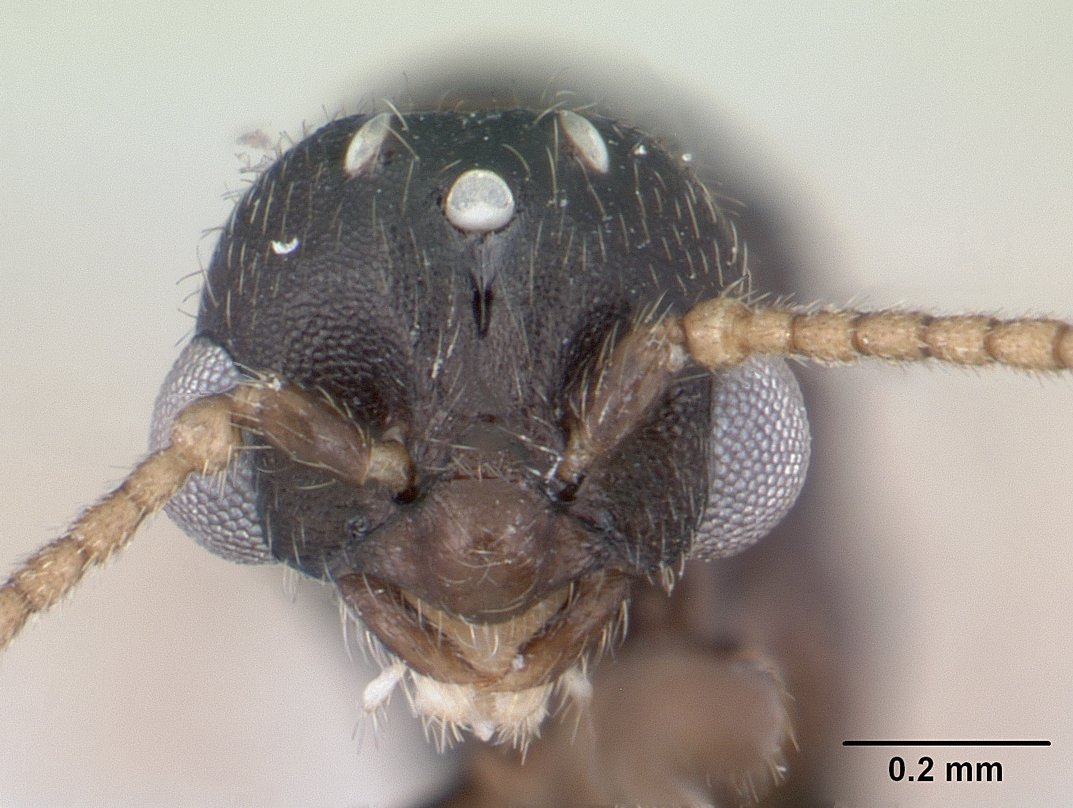
Голова самца
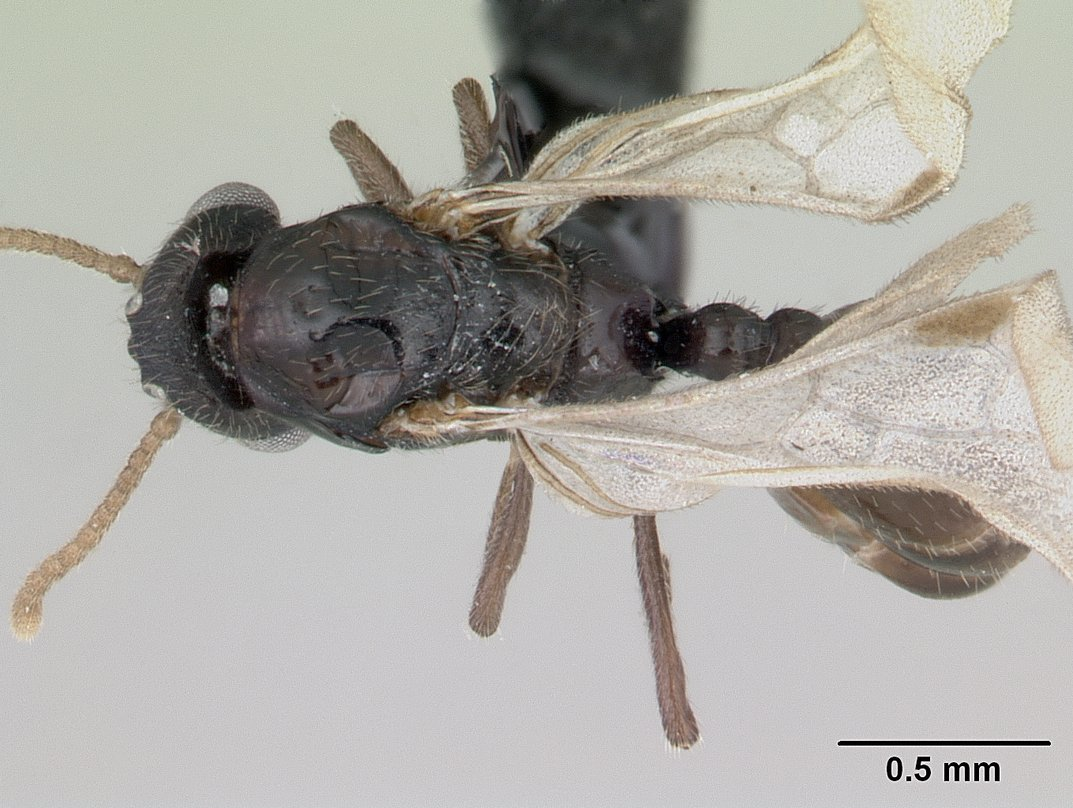
Самец сверху

## Систематика и этимология
Вид был впервые описан в 2009 году мирмекологами R.R. Silva, R.M. Feitosa, C.R.F. Brandão и J.L.M. Diniz по материалам из Бразилии и выделен в монотипический род Tropidomyrmex. С 2015 года их включают в состав трибы Solenopsidini, где сближают с родами Kempfidris и Solenopsis.
Родовое название Tropidomyrmex происходит от латинизированного греческого слова tropidos (τροπιδοσ), означающего киль (отросток под постпетиолем). Название вида T. elianae дано в честь бразильского энтомолога Dr Eliana Cancello (Museu de Zoologia da Universidade de Sao Paulo, Сан-Паулу), специалиста по термитам, собравшего типовую серию.